# Lodovico Fogliano
Lodovico Fogliano, né vers 1475 à Modène et mort en mai 1542 à Venise, est un compositeur, chanteur et musicologue italien de la Renaissance. Chanteur et compositeur à la cathédrale de Modène du début des années 1490 aux années 1510, il s'installe par la suite à Venise, où il se voue à la philosophie et à l'étude théorique de la musique. Il est le frère du compositeur Giacomo Fogliano.